# Bernhard Witte (Mönch)

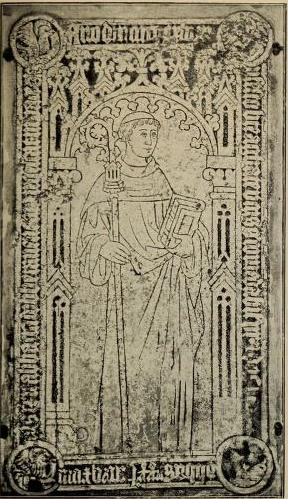
Grabplatte von Abt Bernhard Witte im Doberaner Münster

Bernhard Witte (* in Wismar; † 4. Februar 1442 in Doberan) war ein deutscher Zisterzienser und Abt des Klosters Doberan.

## Leben
Bernhard Witte war ein Sohn des Wismarer Bürgermeisters Nicolaus Witte. Zum geistlichen Stand bestimmt wurde er Mönch der Zisterzienser und als Nachfolger des Abtes Hermann Bokholt von 1424 bis 1442 Abt des Klosters Doberan. Um 1430 wird er auch in Urkunden der Stadt Wismar im Zusammenhang mit der Hinrichtung des Wismarer Bürgermeisters Johann Bantzkow 1427 und der Errichtung der Bantzkowschen Sühnekapelle 1430 erwähnt. Papst Martin V. berief 1430 Abt Bernhard zum Kurator der Universität Rostock, nachdem die Kanzlerschaft 1429 nach dem Tod von Bischof Heinrich III. von Wangelin auf den neuen Schweriner Bischof Hermann III. Köppen als zweiten Kanzler in der Geschichte der Universität übergegangen war. Wittes gotische Grabplatte ist im Doberaner Münster erhalten.
Sein Bruder Nicolaus Witte wurde ebenfalls Geistlicher und immatrikulierte sich 1430 in Rostock, wo er 1432 zum Bakkalar promoviert wurde.